# Carlos Hernández (boxe anglaise, 1940)
Pour les articles homonymes, voir Carlos Hernández et Hernández.
Carlos Hernández est un boxeur vénézuélien né le 22 avril 1940 à Caracas et mort le 2 juillet 2016, également à Caracas.

## Carrière
Passé professionnel en 1959, il devient champion du Venezuela des poids légers en 1960 puis champion du monde des poids super-légers WBA et WBC le 18 janvier 1965 après sa victoire aux points contre Eddie Perkins. Battu le 29 avril 1966 par Sandro Lopopolo, il met un terme à sa carrière en 1971 sur un bilan de 60 victoires, 12 défaites et 4 matchs nuls.

## Référence
1. ↑  (en) « 1966-04-30 Sandro Lopopolo w pts 15 Carlos Hernandez, Sports Palace, Rome, Italy - WBA/WBC », sur boxrec.com, 30 avril 1966.